# Listernohl

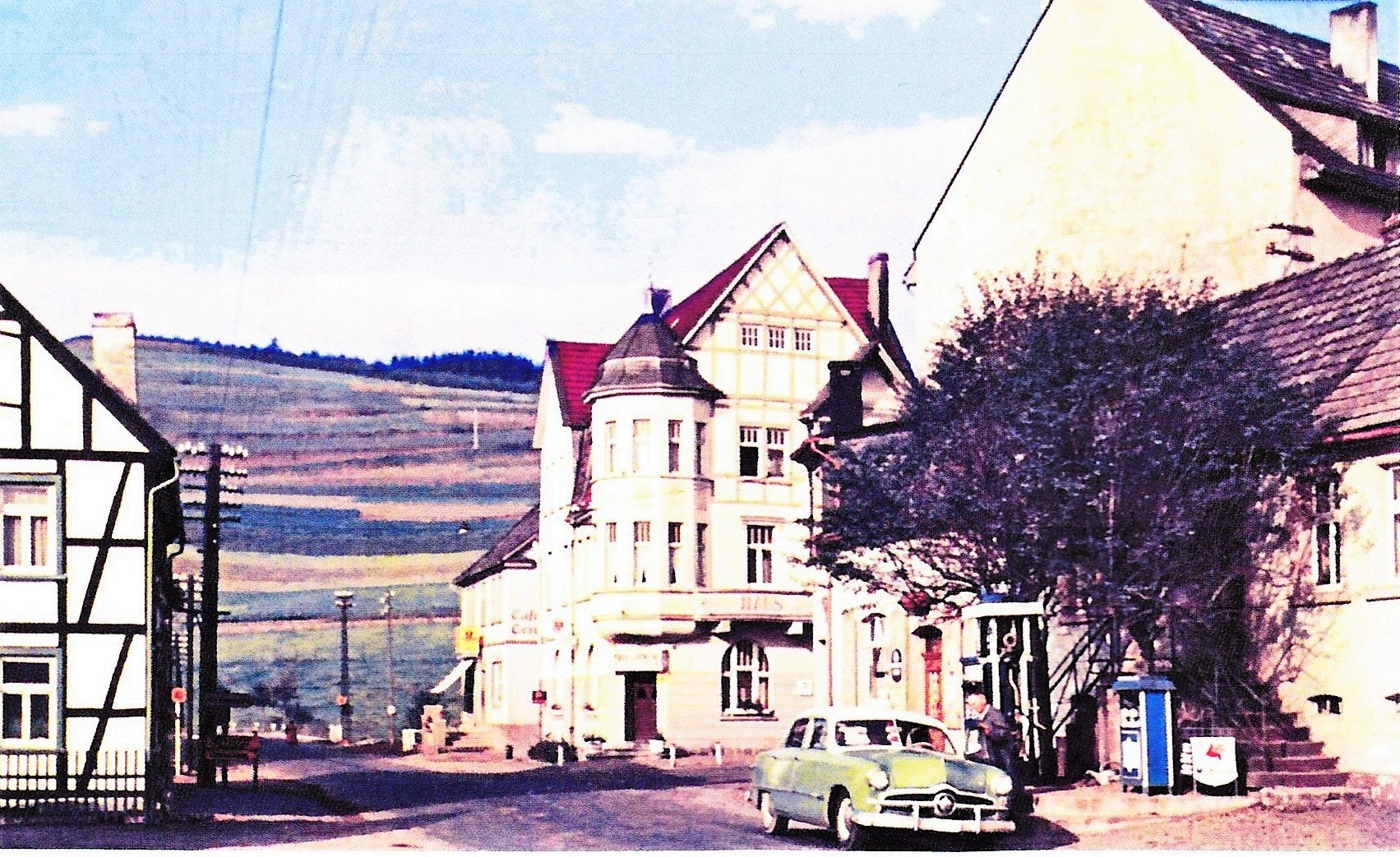
Der ehemalige Attendorner Ortsteil Listernohl

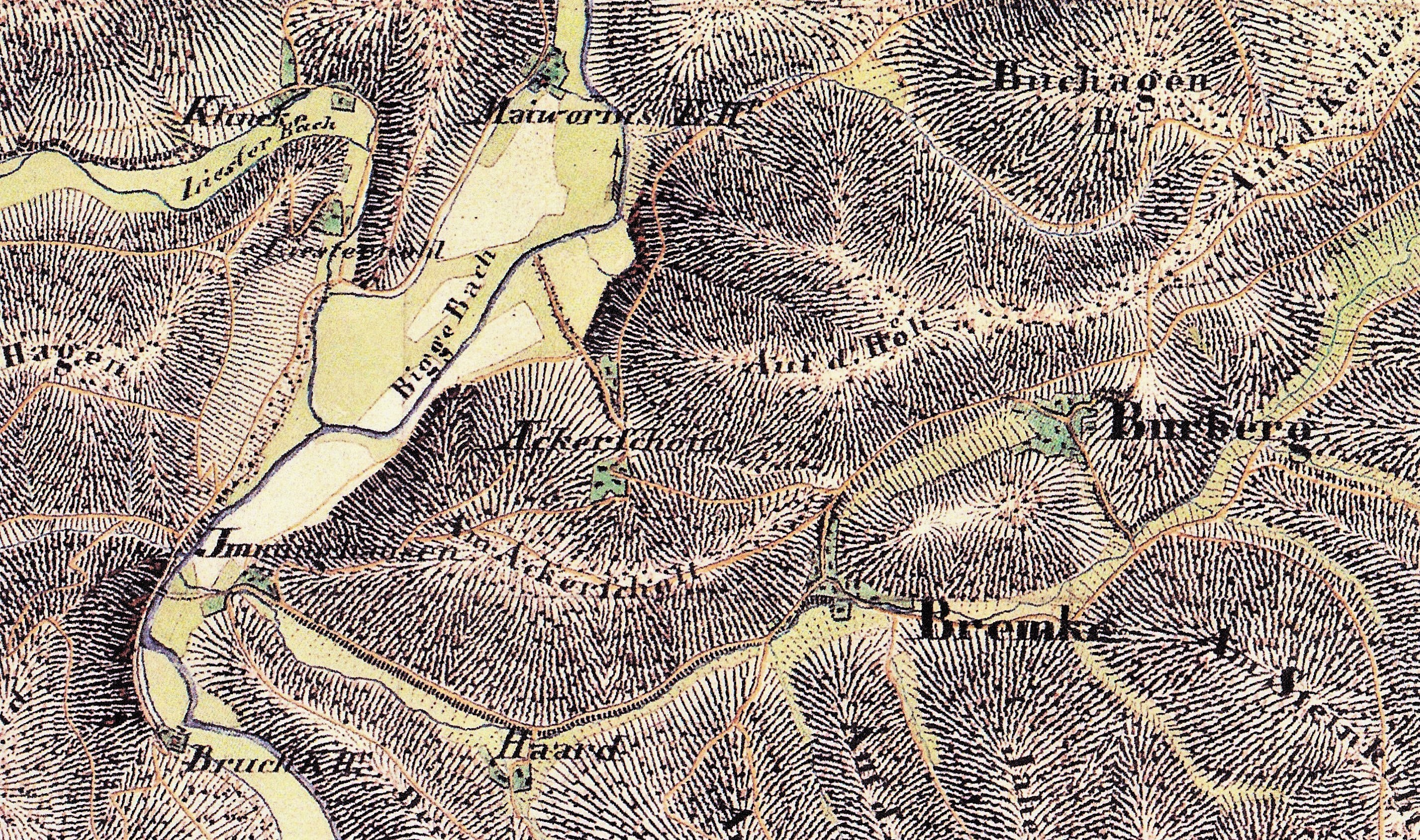
Lage von Listernohl auf der Urkarte von 1836

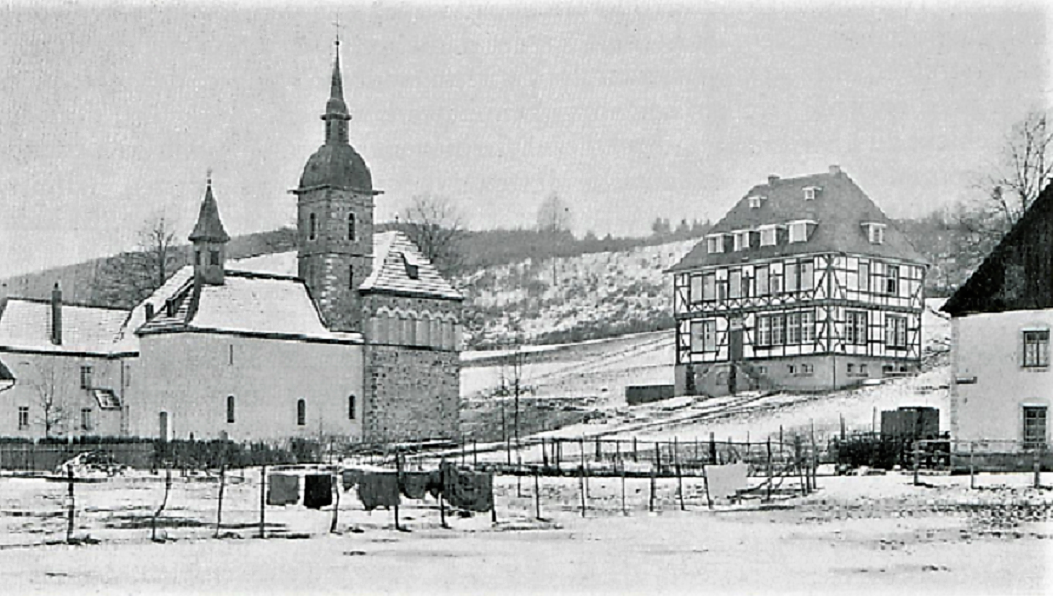
Listernohl, Kirche und Theresienstift

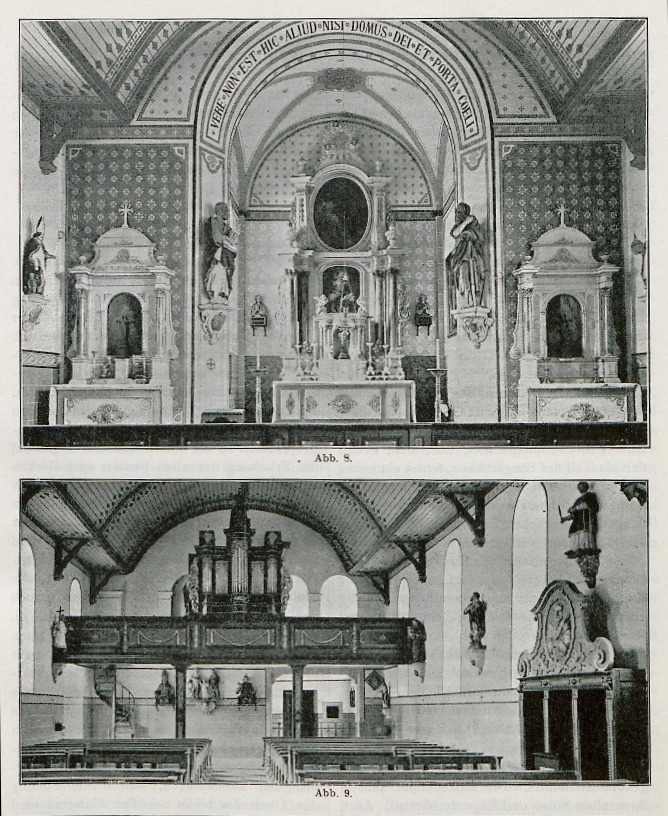
St.-Augustinus-Kirche Innen

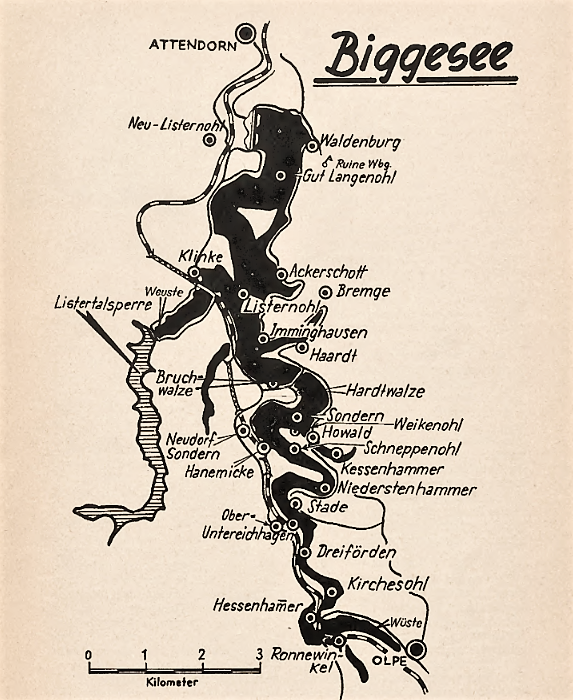
Karte der untergegangenen Orte im Biggesee

Listernohl ist ein ehemaliges Dorf, das für den Bau der Biggetalsperre devastiert wurde. Listernohl lag in Nordrhein-Westfalen im mittleren Biggetal zwischen Olpe und Attendorn.
Der Bau der Talsperre wurde schon vor dem Zweiten Weltkrieg beschlossen, musste aber für die Dauer des Krieges zurückgestellt werden. Etwa ab 1950 nahm man das Projekt wieder auf. Ab 1960 wurde der Ort Neu-Listernohl erbaut, in den das Dorf umgesiedelt werden sollte. Mittelpunkt ist die St.-Augustinus-Kirche. Ende 1963 war die Umsiedlung abgeschlossen, und man begann damit, das Dorf einzuebnen.
1965 war die Biggetalsperre fertiggestellt, so dass mit dem Einstau von Wasser begonnen werden konnte. Das Gebiet des ehemaligen Ortes liegt heute auf dem Grund der Talsperre.

## Geschichte
Listernohl wurde urkundlich erstmals im Jahre 1256 mit Lutradim de Listernole erwähnt. Später als Lysternol (1334), Lysternole (1387) oder Lysternoile (1446). Der Ort lag zwischen den alten Läufen der Bigge und der Lister auf der Strecke Bremge – Wamge. Der Ortsname kann mit „Flußniederung an der Lister“ gedeutet werden. Politisch gehörte Listernohl zum Amt Waldenburg und im Gogericht und Kirchspiel Attendorn zur Bauerschaft Langenohl, der auch umliegende Orte wie Maiwormshammer, Imminghausen, Ackerschott, Bruchwalze u. a. angehörten.
Im 14. und 15. Jahrhundert bestand Listernohl aus mehreren Höfen und Gütern. Nachdem das Hauptgut schon 1420 an das neu gegründete Kloster Ewig gekommen war, gelang es diesem, bis gegen 1500 sämtliche Listernohler Besitzungen zu erwerben und zu einem großen Klostergut zusammenzufassen. Der Haupthof war ein kölnisches Lehen. 1364 belehnte Erzbischof Engelbert den Herman von Helden u. a. mit der curtis Listernole und einem Burglehen zu Waldenburg. 1371 belehnte Erzbischof Friedrich die Brüder Franco und Herman von Helden und 1417 trägt Theodor von Helden gen. Jagedüwel das Gut von Köln zu Lehen. Spätere Lehnsträger waren die von Ohle zu Frilentrop, Johann van der Smalenberg, Sterneberg und Weke, der ihn zur Gründung des Klosters Ewig schenkte.
Den zweiten Hof verkaufte 1387 Smalenberg an die Brüder Rotger und Hennike von Lysternole. 1397 verzichten Johan von Plettenberg gen. Heidemole und Ernst von Schnellenberg auf den dritten Hof, und das Gut fällt an Heinemann Stuckebier. Später 1465 an Rotger von Ostentrop der es 1467 an das Kloster verkauft. In den Jahren 1420 bis 1485 verkaufen oder stiften Glieder der Familie von Plettenberg Grundstücke zu Listernohl an das Kloster Ewig.
Das abgerundete Ewiger Klostergut zu Listernohl wird als schatzfreies Gut in den Schatzregistern nicht aufgeführt. In den Jahren 1718/21 baut das Kloster für 1900 Rtlr. ein neues Gutshaus, da das alte von der Wasserflut mehrfach beschädigt worden war. Das Gut wurde von Laienbrüdern der Kanonie selbst bewirtschaftet, zu anderen Zeiten verpachtet. 1785 wurde an Wilhelm Debus auf 7 Jahre verpachtet. Die jährliche Abgabe betrug 250 bis 300 Rtlr.
Nach der Säkularisation des Klosters 1803 wurde der Klosterhof Listernohl 1804 vom Fiskus an Heinrich Eberhard aus Darmstadt für 300 Rtlr. verpachtet. Zu dieser Zeit gehörten zum Hof 90 Morgen gutes Ackerland, Wiesen zu 30 Fuder Heu, gute Fettweide für 60 Stück Rindvieh. 1818 kaufte Eberhard Reis aus Heggen vom Fiskus den Hof. Die Größe betrug damals: „Wirtschaftsgebäude, 2 Morgen Gärten, 65 Morgen Acker, 25 Morgen Wiese, 52 Morgen Heide und 56 Morgen Wald“. Auf Reis folgte Karl Mührmann als Besitzer des Hofes und im Jahre 1893 Josef Bast aus Bremge. Dieser baute den Nordflügel des Gutshauses um und 1897 konnte dort die Kapelle „St. Augustinus“ eingeweiht werden, ab 1901 mit Pfarrer Bernhard Schulte aus Brilon. Der Kölner Domkapitular Prof. Dr. Alexander Schnütgen erwarb im Jahre 1902 den ganzen Gebäudekomplex des Gutshofes und schenkte ihn der zu gründenden Kirchengemeinde. Nach der Umgestaltung sorgte der große Gönner auch für die Inneneinrichtung und Ausschmückung der Kirche. Er, Ehrenbürger der Stadt Köln und dem Amt Attendorn, wurde nach seinem Tode Ende 1918 neben dieser Kirche in einem Mausoleum bestattet.
1913/14 wurde nahe der Kirche das St. Theresienstift in Fachwerkbauweise errichtet. Eine Niederlassung für Schwestern des Franziskanerordens, zur Wahrnehmung der ambulanten Krankenpflege, der Unterweisung der schulentlassenen Mädchen in allen Haushaltsfächern, sowie zur Kinderbetreuung. Im Jahre 1919 wurde Listernohl mit den 16 umliegenden Orten zur Pfarrei erhoben. Von 1919 bis zu seinem Tode 1956 mit Pfarrer Heinrich Gabriel, zuletzt mit Pfarrer Wilfried Müller.
Politisch gehörte Listernohl ab 1819 im Amt Attendorn zur Gemeinde Attendorn-Land. Seit 1839 mussten die Kinder von Listernohl und 22 anderen Orten die Schule in Listerscheid besuchen. In den 1880er Jahren stieg dort die Schülerzahl so stark an, dass 1888/89 zusätzlich in Klinke eine einklassige Schule mit Lehrerwohnung gebaut wurde. 1897 wurden dort 62 Kinder aus 11 Orten unterrichtet. Als später diese Schule auch nicht mehr ausreichte, baute man 1911/12 in Listernohl, nahe der Kirche, eine neue dreiklassige Schule mit zwei Dienstwohnungen. Die Schule in Klinke wurde daraufhin geschlossen. Lehrer in Listernohl waren Theodor Schulte und Heinrich Voß, der auch Organist war. 1913 hatte die Schule 157 Schüler und Schülerinnen. In jedem Klassenraum wurden mehrere Jahrgänge unterrichtet; sie gliederten sich in Unterstufe, Mittelstufe und Oberstufe. 1918 war die Schülerzahl auf 196 Kinder angewachsen, 1949 waren es 211 Kinder. Die Listernohler Schule bestand bis zu ihrem Abriss im Jahr 1965.
Der Bahnhof Listernohl an der Bahnstrecke Finnentrop–Olpe wurde 1875 eingeweiht. Eine Postagentur gab es ab 1882 im Hause Isphording, ab 1884 wurde auch eine Telegraphenanstalt eröffnet. Am 19. Dezember 1909 wurde die Freiwillige Feuerwehr Listernohl gegründet, 1912 mit Brandmeister und Wehrführer Heinrich Bock. Im Ort war eine Spar- und Darlehnskasse (gegr. 1885) und die Poststelle Listernohl befand sich seit 1926 in Maiwormshammer im Hause Wurm. 1929 gab es die erste Busverbindung nach Attendorn und Olpe.
Die wichtigsten Vereine waren der St. Augustinus Schützenverein 1893, der MGV „Liederkranz“ 1897, der SC Listernohl 1946 und der Karnevalsverein 1947.
Die Ausweitung der Industrie bei Listernohl zog Neusiedlungen nach sich. Während es 1817 in Listernohl nur 1 Wohnhaus mit 9 Bewohnern gab, stieg 1871 die Einwohnerzahl auf 23, 1875 auf 44, 1918 auf 431 und 1924 auf 495. Nach dem Ersten Weltkrieg weitete sich Listernohl durch die Siedlung am „Hohen Hagen“, im Volksmund „Marokko“ genannt, weiter aus.
1936 gab es in Listernohl ein Standesamt, 2 Gasthöfe und 76 Wohnhäuser mit 136 Haushaltungen und 661 Einwohner. Mitglied im Gemeinderat Attendorn-Land war der Fabrikarbeiter Anton Hockestein. Nach dem Zweiten Weltkrieg hatte Listernohl mit Evakuierten und Flüchtlingen 725 Einwohner (1946). Umgesiedelt wurden 199 Familien mit 769 Personen (Stand: 9. November 1950).
Als das Dorf der neuangelegten Biggetalsperre weichen musste, haben sich die meisten Bewohner von Listernohl und Klinke in Neu-Listernohl angesiedelt, unweit des ehemaligen Klosters Ewig.